# Ceratarges
Ceratarges és un gènere de trilobits de l'ordre Lichida. Van viure durant el Devonià mitjà i el Devonià superior. S'han localitzat fòssils a Alemanya, França, al Marroc i a Rússia. Eren animals detritívors.